# Joseph-Adolphe-Augustin Dudicourt
Joseph Adolphe Dudicourt, né le 17 juillet 1860 au Sars et mort le 10 juin 1927 à Paris, est un peintre français.

## Biographie

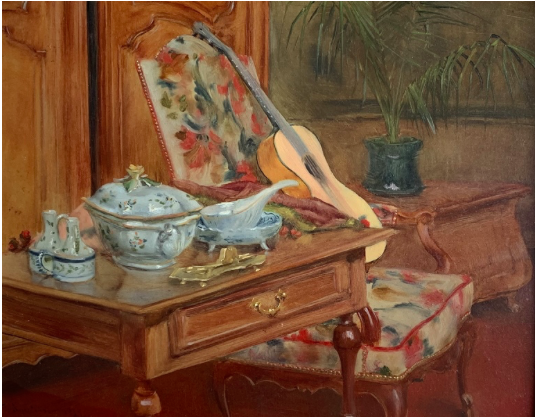
Desserte et guitare, J.A.A Dudicourt, 1890.

Joseph Adolphe Augustin Dudicourt est le fils de Auguste Dudicourt, tisseur, et de Victorine Carré, ménagère.
Élève d'Alexandre Cabanel, il expose au Salon de 1881 à 1893.
En 1882, il remporte le prix de peinture historique du concourt Jauvin d'Attainville.
Il concourt au prix de Rome de 1885 en proposant sa version de Thémistocle se réfugie chez Admète.
En 1890, il épouse Jeanne Émilie Dewailly; le couple divorce en 1908.
En 1892, il délivre dans une école du 15e des cours de dessin à vue.
En secondes noces, il épouse Marie Marthe Adèle Trinquet, les artistes Raphaël Charles Peyre, Alexis Axilette et Jean Carlus sont témoins du mariage.
Il meurt à son domicile de la rue Franklin à l'âge de 66 ans. Il est inhumé le 13 juin 1927 au cimetière du Montparnasse.